# 9634 Vodice
9634 Vodice è un asteroide della fascia principale. Scoperto nel 1993, presenta un'orbita caratterizzata da un semiasse maggiore pari a 3,0873687 au e da un'eccentricità di 0,1278906, inclinata di 6,98862° rispetto all'eclittica.